# Ceva (famiglia)
I Ceva sono una famiglia nobile italiana discendente dal casato degli Aleramici, con diramazioni a Napoli, Piemonte e Genova.

Stemma Ceva

## Storia
Hanno come capostipite Anselmo, figlio di Bonifacio del Vasto e primo marchese di Ceva, dal quale marchesato i discendenti trassero il cognome. Bonifacio Del Vasto ebbe otto figli, divise la sua eredità con testamento datato 5 ottobre 1125 a Loreto tra sette in quanto uno, Bonifacio d'Incisa, sembra essere stato diseredato perché contrasse alleanze con nemici paterni.
Un Bonifacio Tagliaferro ebbe parte rilevante in una faida contro i ventimigliesi nel 1219, un Anselmo fu potestà di Mondovì, un Giovanni fu stretegoto di Salerno, un Bonifacio coniò delle monete, tra le quali alcune con il suo blasone ed il suo nome. Altri esponenti della famiglia ebbero cariche statali.
Complessivamente la famiglia possedette cinque marchesati, tre ducati, una contea e ventisette feudi; contrasse parentele, tra le altre, con i Del Balzo, i Capece, i D'Este, i Peralta, i Pignatelli, i Rossi, i Sanseverino, i Della Torre, i Ventimiglia ed i Grimaldi.

## Arma
Fasciato d'oro e di nero, alias Fasciato d'oro e di nero, con il filetto d'azzurro, in sbarra.